# Joaquim Alcobia
Joaquim Alcobia, de son nom complet Joaquim Maria Alcobia, est un footballeur portugais né le 1er novembre 1916 et mort à une date inconnue. Il évoluait au poste de milieu.

## Biographie
Joaquim Alcobia est joueur du Sporting CP de 1935 à 1936.
Il rejoint le club rival du Benfica Lisbonne en 1938,.
Il dispute un total de 58 matchs en première division portugaise. Avec le Benfica Lisbonne, il est sacré Champion du Portugal en 1937, 1942 et en 1943. Il est vainqueur de la Coupe du Portugal en 1943,.
Il raccroche les crampons en 1944,.

## Palmarès
Benfica Lisbonne
| - Championnat du Portugal (3) : - Champion : 1936-37, 1941-42 et 1942-43. - Coupe du Portugal (1) : - Vainqueur : 1942-43. |  | - Championnat de Lisbonne (2) : - Champion : 1935-36 et 1936-37. |